# Sigismondo IV Gonzaga
Sigismondo Gonzaga (28 luglio 1702 – Venezia, 27 maggio 1779) fu marchese di Vescovato dal 1735 al 1779 e principe del Sacro Romano Impero.

## Biografia
Sigismondo nacque nel 1702 da Francesco Gaetano Gonzaga, discendente della famiglia dei Gonzaga di Vescovato, ramo collaterale dei Gonzaga e da Anna Goldoni Amigoni.
Sigismondo era un lontano parente dei Gonzaga del ramo principale, che erano stati estromessi dal ducato di Mantova nel 1708, quando il duca Ferdinando Carlo di Gonzaga-Nevers era stato deposto per fellonia con decreto imperiale ed il ducato confiscato. Data la sua posizione di parentela, però, Sigismondo aspirava ad ottenere l'investitura del ducato, nonostante che fossero ancora in vita gli eredi legittimi del duca deposto, che fosse egualmente ancora vivente il parente di sicuro più prossimo, il duca Giuseppe Maria di Guastalla, seppur demente e senza figli, e che fosse ancora fiorente un altro ramo cadetto, quello dei Gonzaga di Castiglione. Nel 1730 Sigismondo rivolse una petizione ufficiale all'imperatore Carlo VI, perché, alla morte di Giuseppe Maria, l'investitura fosse concessa a lui, in preferenza rispetto ai parenti di Castiglione. Ma le sue richieste furono radicalmente respinte.
Nel 1742, in piena guerra di successione austriaca, Sigismondo si recò a Francoforte alla corte del neoeletto imperatore Carlo VII di Wittelsbach diventando suo ciambellano. nella speranza che il nuovo imperatore potesse far giustizia alle sue pretese sul ducato di Mantova, ma il 27 luglio 1742 fu accusato e dichiarato apertamente fellone dall'arciduchessa Maria Teresa d'Austria (erede dei domini asburgici e futura imperatrice consorte), e spogliato di ogni suo bene personale. Sigismondo rientrò nei suoi titoli e nei suoi beni nel 1746 grazie alle premurose intercessioni del nuovo elettore di Baviera, Massimiliano III (figlio dell'imperatore Carlo VII, frattanto deceduto nel 1745), il quale con la Pace di Füssen aveva posto fine ai conflitti della propria casata con gli Asburgo.
Con la morte di Sigismondo, avvenuta a Venezia nel 1779, si estinse il ramo primogenito della branca dei Gonzaga di Vescovato iniziato con Carlo nel 1567. Il ramo secondogenito, iniziato con Guido Sforza, si era estinto nel 1719/1720, con la morte di Pirro Maria (1701-1719) e di suo zio Gianfrancesco. Il ramo terzogenito, invece, iniziato con Giordano Gonzaga, è tuttora esistente.

## Discendenza
Il 15 ottobre 1724 sposò Carlotta di Albertino Barisoni (24 ottobre 1700-1768) ed ebbero quattro figli:
- Eleonora (2 luglio 1726-1782), sposò nel 1746 il marchese Francesco Riva Berni;
- Carlo (12 settembre 1729-1762);
- Giovanni Antonio (30 ottobre 1732-1752);
- Anna Francesca (14 novembre 1733-?).

## Ascendenza
|                                                  |   |                                | Genitori      |  |  | Nonni |  |  | Bisnonni                                          |  |  | Trisnonni                            |  |
|                                                  |   |                                |               |  |  |       |  |  | Francesco Giovanni Gonzaga, marchese di Vescovato |  |  | Carlo Gonzaga, marchese di Vescovato |  |
|                                                  |   |                                |               |  |  |       |  |  | Francesco Giovanni Gonzaga, marchese di Vescovato |  |  | Carlo Gonzaga, marchese di Vescovato |  |
|                                                  |   | Emilia Olimpia Ferrero-Fieschi |               |  |  |       |  |  | Francesco Giovanni Gonzaga, marchese di Vescovato |  |  |                                      |  |
| Sigismondo III Gonzaga di Vescovato              |   |                                |               |  |  |       |  |  | Francesco Giovanni Gonzaga, marchese di Vescovato |  |  |                                      |  |
|                                                  |   | Ottavia Cecilia Flameni        | Rocco Flameni |  |  |       |  |  |                                                   |  |  |                                      |  |
|                                                  |   | Ottavia Cecilia Flameni        | Rocco Flameni |  |  |       |  |  |                                                   |  |  |                                      |  |
|                                                  |   | Ottavia Cecilia Flameni        | Cornelia Dati |  |  |       |  |  |                                                   |  |  |                                      |  |
| Francesco Gaetano Gonzaga, marchese di Vescovato |   | Ottavia Cecilia Flameni        |               |  |  |       |  |  |                                                   |  |  |                                      |  |
|                                                  |   | Alfonso Amigoni                | …             |  |  |       |  |  |                                                   |  |  |                                      |  |
|                                                  |   | Alfonso Amigoni                | …             |  |  |       |  |  |                                                   |  |  |                                      |  |
|                                                  |   | Alfonso Amigoni                | …             |  |  |       |  |  |                                                   |  |  |                                      |  |
| Elena Amigoni                                    |   | Alfonso Amigoni                |               |  |  |       |  |  |                                                   |  |  |                                      |  |
|                                                  |   | Isabella d'Arco                | …             |  |  |       |  |  |                                                   |  |  |                                      |  |
|                                                  |   | Isabella d'Arco                | …             |  |  |       |  |  |                                                   |  |  |                                      |  |
|                                                  |   | Isabella d'Arco                | …             |  |  |       |  |  |                                                   |  |  |                                      |  |
| Sigismondo IV Gonzaga, marchese di Vescovato     |   | Isabella d'Arco                |               |  |  |       |  |  |                                                   |  |  |                                      |  |
|                                                  | … | …                              |               |  |  |       |  |  |                                                   |  |  |                                      |  |
|                                                  | … | …                              |               |  |  |       |  |  |                                                   |  |  |                                      |  |
|                                                  | … | …                              |               |  |  |       |  |  |                                                   |  |  |                                      |  |
| Aimo Gaspare Amigoni                             | … |                                |               |  |  |       |  |  |                                                   |  |  |                                      |  |
|                                                  |   | …                              | …             |  |  |       |  |  |                                                   |  |  |                                      |  |
|                                                  |   | …                              | …             |  |  |       |  |  |                                                   |  |  |                                      |  |
|                                                  |   | …                              | …             |  |  |       |  |  |                                                   |  |  |                                      |  |
| Anna Goldoni Amigoni                             |   | …                              |               |  |  |       |  |  |                                                   |  |  |                                      |  |
|                                                  |   | …                              | …             |  |  |       |  |  |                                                   |  |  |                                      |  |
|                                                  |   | …                              | …             |  |  |       |  |  |                                                   |  |  |                                      |  |
|                                                  |   | …                              | …             |  |  |       |  |  |                                                   |  |  |                                      |  |
| Antonia Eleonora Becaguti                        |   | …                              |               |  |  |       |  |  |                                                   |  |  |                                      |  |
|                                                  |   | …                              | …             |  |  |       |  |  |                                                   |  |  |                                      |  |
|                                                  |   | …                              | …             |  |  |       |  |  |                                                   |  |  |                                      |  |
|                                                  |   | …                              | …             |  |  |       |  |  |                                                   |  |  |                                      |  |
|                                                  |   | …                              |               |  |  |       |  |  |                                                   |  |  |                                      |  |